# 학교괴담의 등장인물 목록
다음은 학교괴담의 등장인물 목록이다.

## 주요 인물
본작의 주인공으로 초등학교 5학년이다. 활기 넘치고, 상대가 누구(요괴도 포함)든 정면으로 맞댈 정도지만 겁쟁이인 면도 있다. 어머니를 여의고 가정을 위해 가사일의 전반을 책임지고 있다. 요리는 어머니를 여의기 직전에 만두 빚는 법을 배웠고, 조간 신문의 전단지를 정리하고 있다. 남동생으로는 미야노시타 케이이치로(나누리)가 있다.
누군가(특히 가족)가 위험에 빠져 있을 때에는 상대가 요괴들이든 어떻게든 하려고 노력한다. 반면, 제4화에서처럼 자신이 위험에 빠져들 때에는 무른 모습도 보여서 친구(특히 장영빈)에게 의지하는 모습도 많이 비춘다. 제11화는 그 전형에서 자신을 노리는 메리 인형(メリーさん)에게 대해서는 무서워하는 한편 아버지를 다치게 했다고 생각했을 때에는 메리 인형에게 격한 분노를 보여주는 모습도 보인다. 제12화에서 보여지는 사츠키는 어려서 모친을 여읜 것이 원인이 되어 병원이나 간호사들을 꺼려하는 일종의 트라우마를 가지고 있다.
단점은 얼빠지는 성향이 좀 있고, 잘 넘어져 아오야마 하지메(장영빈)에게 팬티 등을 보여주는 일이 많다. 또한, 너무 열심히 하는 부분은 어머니인 카미야마 카야코(윤희숙)에게도 지적되는 부분이기도 하다.
운동 실력은 최저라 느리고, 또한 컴퓨터 활용 능력은 모자람이 있다. 그러나, 13화에서 그림 그리는 실력은 수준급으로 교내 콩쿨에서 금상을 질머쥐었고, 현의 전람회에도 출전하게 되었다. 이 일로, 요괴 다빈치가 봉인에서 깨어나 다빈치를 쫓아 28년 전의 세계에서 어머니 카미야마 카야코(윤희숙)의 어렸을 때 모습으로 만나서 같이 다빈치를 봉인한 적도 있다. 또한, 카미야마(神山) 가의 혈통을 이어받았지만 영력(靈力)이라든지 영감(靈感)이 없어서 요괴 일기의 힘을 빌려야만 했다. 하지만, 제18화에서 자력(아오야마 하지메(장영빈)이나 아마노자쿠(다크시니)의 힘을 얻었지만)으로 방송실의 아카네(放送室の茜さん)을 영면(靈眠)하는 일에 성공하기도 했다.
미야노시타 케이이치로(일본어: 宮ノ下敬一郎), 번안명 나누리
성우는 마미야 구루미(日), 한신정(韓)
미야노시타 사츠키(나해미)의 남동생으로 초등학교 1학년생이다. 사과주스를 좋아하고, 피망을 싫어하는 전형적인 아이의 모습을 보여준다. 카미야마 카야코(윤희숙)의 추억으로 어리광을 부려 누나 사츠키에게 혼이 나지만, 제12화에서는 성장하는 모습을 보여준다. 주요 모습은 겁쟁이인데다가 울보이지만 가장 순수한 마음을 가지고 있다. 제5화에서 닷토(だっと)의 원한에 쌓인 마음을 되돌려 놓기도 한다. 애완고양이 카야(마고)를 누구보다도 귀여워 하고 요괴 아마노자쿠(다크시니)가 들러붙은 뒤로도 그 마음은 변하지 않는다. 어머니 대신이기도 한 누나 사츠키에게 많이 의지하고 있고, 누나가 위기에 빠져 있었던 피아노 귀신에게 대항하는 모습을 나타냈고, 아오야마 하지메(장영빈)의 스파르타에서도 견뎌내는 강한 의지도 내뿜으면서, 하지메를 친형처럼 따르고 있다. 외출 시에는 곰 그림이 그려져 있는 노란색 장화를 신고 다닌다.
아오야마 하지메(일본어: 青山ハジメ), 번안명 장영빈
성우는 혼다 타카코(日), 이선호(韓)
미야노시타 가(宮ノ下家)의 옆집에서 살고 있는 같은 반 소년으로 초등학교 5학년생이다. 매번 미야노시타 사츠키(나해미)의 스커트를 노리는 경우가 있는 것으로 보아 좀 변태적인 성격이 있는 것 같다. 스스로를 강하다고 하면서 자신만만하지만 요괴가 나타나면 미야노시타 케이이치로(나누리)와 함께 겁을 집어먹기도 한다. 제6화에서는 가라귀신에게 혼자서 맞서는 용기도 보여준다. 외아들이기 때문에 케이이치로를 혼자서 내버려 둘 수 없는 성격이 있어서 듬직한 면도 없지 않아 있다. 케이이치로에게 친형같이 대해주고 있다. 아이들 중에서 가장 행동력이 빨라서 아마노자쿠(다크시니)를 놀래주기도 한다.(제5화) 당근을 제일 싫어하고, 급식을 먹을 때마다 사츠키에게 대신 먹으라고 떠넘기기도 한다. 코이가쿠보 모모](마리아)를 좋아하지만, 그 이상으로 사츠키를 제일 우선으로 해서 몇번이나 사츠키를 구해주기도 했다.
카키노키 레오(일본어: 柿ノ木レオ), 번안명 오경태
성우는 츠무라 마코토(日), 류점희(韓)
자칭 「교내에서 유일의 심령연구가(校内一の心霊研究家)」라 한다. 거무잡잡한 피부의 소년으로 미야노시타 사츠키(나해미)와 같은 반의 초등학교 5학년생이다. 카메라맨인 부친(성우 : 나카지마 토시히코)의 영향으로 카메라 특수촬영기술, 인터넷 사이트 운영 등의 여러가지의 취미를 갖고 있다. 자신의 연구에서는 자신감이 크다. 그 점에 관해서는 무엇이든 포기하지 않는 노력가이다. 항상 이론이공계적인 말투이고, 실제로 사용하고 있는 다른 컴퓨터와는 종류가 다른 VAIO데스크탑인 PHS를 사용한다. 본작품 등장 캐릭터 속에도 IT계(당시는 초등학생이 PHS를 가지는 경우가 드물었기 때문에)에 탁월한 능력을 보인다. 아오야마 하지메(장영빈)가 미야노시타 사츠키(나해미)의 스커트를 노릴 때마다 「그 버릇만은 고치는 것이 좋아.(その癖だけは直したほうがいい)」라고 지적하기도 한다. 하지만, 하지메(장영빈)와 짜고서 사츠키(나해미)의 스커트 속을 카메라로 찍은 적도 있다.
집은 맨션에서 살고 있고, 집안에는 현상용 암실도 있다. 장소는 사츠키(나해미)와 하지메(장영빈)가 살고 있는 곳과는 다른 곳에서 산다.(제6화) 또한, 정보 수집 능력, 요괴의 지식은 다른 친구들보다 빠르고 높다. 그러나, 불쾌한 별을 주거나 상황 악화의 재확인에 사용되는 일이 많다. 그가 수집해오는 정보는 피아노 귀신에서 시작하여 거울요괴 우츠시미(うつしみ), 지옥으로 이어진 길 요미넷(黄泉ネット), 밤중의 사자 바바사레, 깊은 곳에서 조여오는 구멍 아나마네키(穴まねき), 저주의 간호부(呪いの看護婦), 원한에 사로잡힌 시즈코(しづ子), 요괴 단지(オバケ団地), 머리 없는 라이더(首なライダー) 등에서 상당한 정확도를 보이지만 사츠키(나해미)와 다른 아이들은 거의 신용하지 못함을 받는다. 그 때문인지, 「지옥으로 이어진 회로 "황천의 귀신"(地獄へと続く回路 黄泉の鬼)」의 회에서는 사츠키(나해미)와 다른 아이들에게 「요미넷(黄泉ネット)」의 존재에 의심을 하고, 그 존재를 증명하기 위해 밤이 샐 때까지 자택의 컴퓨터로 반드시 찾아보이겠다며 말하며 「요미넷(黄泉ネット)」을 계속 찾았지만 찾지 못하고, 수면 부족으로 다음 아침에 등교시간에 늦는 모습도 보인다.
아오야마 하지메(장영빈)와 마찬가지로 코이가쿠보 모모코(마리아)를 좋아하고 있고, 자신의 책임으로 그녀의 목숨에 위기가 찾아오자, 필사적으로 도와줄 방법을 찾아보기도 한다. 그리고, 그의 사이트 명은 「카키노키 레오의 심령파일(柿ノ木レオの心霊ファイル)」이다. 왠지 캐치볼 용의 방호구도 가지고 있고, 평소의 복장은 모자와 얇은 파카 등이다. 안경을 썼으나 그렇게까지 시력이 나쁘지는 않다.(제14화)
코이가쿠부 모모코(일본어: 恋ヶ窪桃子), 번안명 마리아
성우는 사쿠마 쿠미(日), 김선혜(韓)
초등학교 6학년생이다. 몸이 약한 미인인 부잣집 아가씨이다. 작품 시작의 1년전(내용상), 전학과 입원(성 로자리오 병원(聖ロザリオ病院)에서 1년간, 유급은 하지 않았다.)이 많아 같은 학년의 친구들은 적다. 한 학년 아래인 미야노시타 사츠키(나해미)와 다른 아이들과 다니는 일이 많다. 그리고 사츠키의 어머니인 카미야마 카야코(윤희숙)와 동생인 미야노시타 케이이치로(나누리)와는 입원 중에 병원에서 만났었다(케이이치로는 너무 어린 시절이라 그런지 모모코를 기억하지 못한다). 조금은 천연덕스러운 모습도 없지 않아 있다.
교복 형태의 옷을 좋아해서 여름용, 겨울용 모두 가지고 있다. 신발은 로퍼이다. 상기의 다른 옷들도 여러벌 있다. 방향치와 길치적인 성격 때문에 휴대폰을 갖고 있지만, 이야기 속에서는 전혀 없다고 봐도 무방할 정도의 모습으로 내고 있다. 제11화에서는 아오야마 하지메(장영빈)와 카키노키 레오(오경태)만 아는 비밀기지에 어디선가 나타났다. 사실은 리아에게는 영감이 있어 요괴나 혼을 느끼는 능력이 있기 때문에, 놀라울 정도로 요괴들을 겁내지 않는다. 제10화에서는 묘비를 깨트리는 상상을 하라는 카미야마 카야코(윤희숙)의 목소리를 듣고, 자신이 묘비를 깨트리고, 아이들에게는 눈을 떠 일어나서 자신의 묘비를 깨트리라고 소리쳐서 강한 모습을 보여주었다. 또한, 카미야마 카야코(윤희숙)의 혼이 들어오는 일도 있어서 샤먼적인 능력도 있다. 4화에서 카미야마 카야코(윤희숙)에게 빙의되어 피아노 귀신을 직접 봉인시키기도 하였다. 제정신으로 되돌아올 때는 자신이 무엇을 했는지 기억을 못한다.
카야(カーヤ)(일본어: 天の邪鬼, 다크시니), 번안명 마고
성우 - 나카오 류세이, 이종혁
미야노시타 사츠키(나해미), 미야노시타 케이이치로(나누리) 남매가 키우고 있는 검은 고양이로, 오른쪽 눈은 노란색이고, 왼쪽 눈은 파란색인 홍채 이색증의 증상이 있다. 어머니 카미야마 카야코(윤희숙)의 장례식을 치를 당시 사츠키, 케이이치로 남매 앞에 나타나서 카미야마 카야코를 대신할 가족처럼 지내게 된다. 특히, 사츠키가 많이 귀여워 한다. 제1화에서 아마노자쿠(다크시니)의 봉인이 실패하여(정확히는 대리봉인) 이 고양이의 몸속으로 봉인이 된다. 그러면서 아마노자쿠(다크시니)의 입맛도 카야(마고)의 입맛을 닮아간다. 최종회에서는 오오마(대요마)를 봉인하기 위해 숙주였던 고양이 몸속에서 나와 고양이의 몸과 완전 분리되어 카야는 보통의 고양이로 돌아가게 된다.

## 그 외의 등장인물
미야노시타 레이이치로(일본어: 宮ノ下 礼一郎)(나진우)
성우 - 김광국
나해미와 나누리 남매의 친아버지로 윤희숙의 남편. 13화에서 학창시절의 모습이 나왔는데 친아들도 아닌데 장영빈과 붕어빵. 28년전에 아내 윤희숙과 같은 학교를 다녔고 시간 여행을 온 자신의 딸 나해미를 아내 윤희숙으로 착각해 선물을 준다. 마지막에는 나해미가 받은 선물을 다시 돌려주며 윤희숙에게 프로포즈를 하게 된 것이다.
카미야마 카야코(일본어: 神山佳耶子), 번안명 윤희숙
성우 - 미츠이시 코토노(日), 한채언(韓)
미야노시타 사츠키(나해미)와 미야노시타 케이이치로(나누리) 남매의 친어머니로 미야노시타 레이이치로(나진우)의 아내. 어렸을 적에 요괴들을 봉인시키고 요괴들을 봉인시키는 비결인 요괴일기를 작성한 장본인. 본편 시점에서 고인으로 병으로 병원에 입원했던 시절에 일행 중에 코이가쿠보 모모코(마리아)와 같은 병실을 쓰고 언제나 모모코를 위로하며 잘해줬다. 때로는 모모코의 몸에 빙의해서 게요괴들을 봉인시키거나, 계단 귀신 편에서 아마노자쿠(다크시니)를 설득시키고 피아노 귀신 에피소드에서 봉인 방법이 적혀있지 않아서 모모코에 빙의해서 직접 봉인시킨다. 13화에서는 학창 시절 모습이 나왔는데 사츠키(나해미)와 붕어빵이다. 그의 딸이 자신과 똑같은 그림을 그리는 바람에 저번에 봉인시킨 다빈치가 풀려나면서 사츠키 일행이 시간의 공간에 빨려들어가 28년 전의 세계에서 자신의 딸과 함께 다빈치를 봉인시키는 활약을 한다. 다빈치가 봉인되고 일행이 현재 세계로 돌아오자 요괴일기의 내용이 바뀌었다. 마지막화에서는 모모코(마리아)에 빙의하여 사츠키(나해미)에게 힘을 준다. 사츠키는 용기를 내서 오오마(대요마)를 봉인시킨다.
이마이 미오(이수지)
성우 - 나카야마 사라, 여민정
지금까지 매번 학교에서 사육장 담당을 하는 여자아이로 나해미와 장영빈, 오경태와 같은 반 여학생. 성격이 소심한 탓에 친구들도 없이 혼자 지내왔지만 하양발이라는 토끼가 그의 유일한 친구였다. 그래서 하양발이 죽어버리자 많이 슬퍼하고 외롭게 느껴졌다. 죽은 자를 되살리는 주술을 우연히 알게 되어서 그의 무덤 앞에서 주문을 외우고 인형으로 부활시켰다. 하양발이 돌아와서 엄청 기뻐하고 입에 피가 묻어 있는걸 목격하지만 끝까지 그를 믿어준다. 나중에 일행에게 자신이 하양발을 부활시켰다고 고백하고는 오직 죽은 사람을 깨운 자만이 봉인시킬 수 있다는 말을 듣고는 못한다고 말하지만 장영빈이 "네 눈엔 저게 하양발로 보이냐? 네 유일한 친구가 저 괴물이야!?"라는 일침과 나해미의 설득에 정신차리고는 자신의 토끼 인형을 던지고 눈물을 흘리면서 다시 주문을 외워서 봉인시켰다.
택시기사
성우 - 박만영
3년전 비오는 날 정아를 교통사고로 죽게한 범인으로 처음에 차에 태우려고 했지만 나중에 책임지는게 두려워 다시 그자리에 놔두던 중에 정아 손에서 반지가 빠지게 된다. 해미 일행이 자신의 차 앞에서 얼쩡거리자 신경질 내면서 쫓아버린다. 해미 일행은 겁이 나서 도망가 버린다. 3년전과 똑같은 비오는 날에 정아 귀신을 발견하고 차에서 내려 주변을 살피고 다시 차안에 들어가자 정아가 뒤에 타있고 그와 함께 증발해버린다.
와타나베 미유키(미희)
나해미의 먼 친척으로 스키장을 운영하고 있다. 해미 일행을 마중하러 가던 도중에 설희가 일으킨 눈보라에 휩싸여 길을 잃어버렸다. 나중에 스키장에 다시 오자 설희로 인해 귀신으로 오해받고 설희에 의해 저 세상으로 갈 뻔하나 장영빈에 의해서 저지되고 또 다시 설희가 분 눈보라에 날아가 벼랑에 떨어질 위기였으나 해미 일행에게 목숨을 구한다.

## 요괴 목록

### 조연 요괴
니노미야 긴지로 동상
구교사 바깥에 서 있는 동상이지만 누군가가 구교사에 들어가면 눈 깜짝할 세에 들어와 있다.(1,4,13화 등장)
꼬마 귀신 (화장실의 하나코상)
성우 - 카와스미 아야코, 여민정
여자화장실 네번째 칸(구교사 건물)에 상주하는 여자아이 유령으로 1화에서 첫등장. 2화에서 빨간 휴지 파란 휴지 귀신에게 자리를 빼앗겨서 해미 일행에게 위험하다는 경고를 알리거나, 13화에서는 다빈치가 제일 싫어하는 향을 구해오는 등 해미 일행에게 도움을 주는 좋은 요괴.(1~2,13화 등장)
인면견
몸은 개, 얼굴은 사람얼굴인 요괴. 다른 사람들이 들어오는 걸 굉장히 불쾌하게 여긴다.(1,7화 등장)
가위귀신 (테케테케)
날아다니며 손이 가위고, 엎드리면 그냥 지나친다.(1화 등장)
움직이는 인체모형
인체모형이 움직인다. 또 부서져도 움직인다.(2화, 특별편 등장(19화))